# Ophiostoma tremuloaureum
Ophiostoma tremuloaureum är en svampart som tillhör divisionen sporsäcksvampar, och som först beskrevs av Ross Wallace Davidson och Thomas E. Hinds, och fick sitt nu gällande namn av de Hoog och R.J. Scheffer. Ophiostoma tremuloaureum ingår i släktet Ophiostoma, och familjen Ophiostomataceae. Arten är reproducerande i Sverige.